# Bourgtheroulde-Infreville
Bourgtheroulde-Infreville [buʁtʁud ɛ̃fʁəvil] est une ancienne commune française, située dans le département de l'Eure en région Normandie, devenue le 1er janvier 2016 une commune déléguée au sein de la commune nouvelle de Grand-Bourgtheroulde.

## Géographie
La commune est située dans le nord du département de l'Eure, au sud du plateau du Roumois.
Cette région a la forme d’un triangle irrégulier limité, au nord, par la Seine depuis Elbeuf jusqu'à Quillebeuf-sur-Seine ; à l’ouest, par la Risle depuis Pont-Audemer jusqu’à Brionne ; enfin au sud et à l’est, par une ligne brisée allant de Brionne à Elbeuf, ressemblant au pays de Caux : les prairies occupent le fond des vallées, tandis que les cultures s'étendent sur les plateaux.
Les terres du Roumois sont argilo-calcaires ou argilo-silicieuses, de bonne qualité et fertiles, mais elles s’enherbent facilement.
Le pays est très bocager ; de nombreux boqueteaux existent autour des fermes. Toute la partie sud, vers Bourgtheroulde, rappelle le plateau du Neubourg ; la partie voisine de Pont-Audemer présente un aspect proche de celui du Lieuvin.

## Toponymie

### Bourgtheroulde
Le nom de la localité est attesté sous la forme Burgo Turoldi en 1059 (charte de fondation de l’abbaye du Tréport), Burgus Toroldi en 1207 (gr. ch. du prieuré des Deux-Amants), Burgus Torodi en 1208 (archives de l’Eure), Burgetherodus en 1250, Boreteroude en 1252 (cartulaire de Bonport), Burgus Theroldi en 1255, Bourteroude en 1267, Bourgtheuroude en 1278, Bourgthouroude en 1336, Bourgtouroude en 1370 (la Roque), Bourctheroude en 1382 (aveu de Robert d’Angerville), Boutheroude en 1389 (charte de Charles VI), Bourethouroude en 1462 (cartulaire du chapitre de Rouen), Bourthouroude en 1496 (titres d’Harcourt), Bourtheroude en 1602 (notes de Charles Puchot), Bouteroude en 1648 (André Duchesne, Antiquités et rech. des villes), Boutroude en 1722 (Masseville et prononciation locale), Le Boultroude en 1759 (déclaration royale), Bougthouroude en 1765 (inscription de cloche). 
Il s'agit d'une formation toponymique médiévale en Bourg- au sens de « village », commune à cette époque cf. Bourg-Achard à une dizaine de km.
Le second élément est l'anthroponyme Turoldus, forme utilisée dans les textes rédigés en latin médiéval. Ce prénom d'origine scandinave est fréquemment attesté dans la Normandie médiévale et se perpétue comme patronyme régional sous les formes Thouroude, Théroude, Troude, Touroude, Téroude ou Throude.
Le gentilé est Thérouldebourgeois.

### Infreville
Ancienne commune rattachée en 1973. Voir toponymie d’Infreville

## Histoire

### Moyen Âge
En 1035, le duc Robert part en pèlerinage en Terre sainte, laissant Guillaume, encore très jeune, à la garde de Théroulde, du chancelier Osbern et de Gilbert de Brionne. Théroulde fut assassiné en 1040/1041 par Guillaume de Montgommery. Sa fille, Lesceline, avait épousé Robert, comte d’Eu. Leur descendance, entrée en rébellion contre Guillaume le Conquérant, se vit privée de ses biens qui furent attribués aux seigneurs d'Harcourt. Par alliances successives des filles, le fief passa de 1100 à 1499 aux Ferrières, Rieux puis Rohan-Guéméné qui le cédèrent, alors, à Guillaume Le Roux, qui en fait le fief principal de la famille.
La cure (paroisse) de Bourgtheroulde est à la nomination et présentation (droit de patronage) des abbés et religieux de l'abbaye Saint-Michel du Tréport qui y percevait les dîmes. En juin 1229, l'abbaye en fait l'échange avec les moines du Bec, qui lui cèdent leurs dîmes de Montreuil-en-Caux et la terre de la Bourdaine.

### Epoque moderne
Ce dernier, originaire des environs de Louviers selon les autres, appartenait à la noblesse de robe. Très riche, la famille Le Roux construisit, à Rouen, l'hôtel de Bourgtheroulde, place de la Pucelle, alors place du Marché aux Veaux, (Guillaume et Claude Ier au début du XVIe siècle), acquit le château de Boissey-le-Châtel (vers 1499) et le remplaça par le château actuel (Robert Ier et Robert II Le Roux fin du XVIe début du XVIIe siècle). Elle possédait des domaines importants, notamment à Saint-Aubin-d'Écrosville, Acquigny et dans le pays de Caux. Elle s’illustra surtout dans la magistrature, où elle réalisa l'essentiel de ses alliances.
Claude, mort en 1537, est conseiller à la cour des Comptes, son frère, Robert, conseiller au parlement de Normandie. Nicolas, leur neveu, est conseiller au parlement de Bretagne et président à mortier du parlement de Normandie. Au sein de l’église, on peut citer Guillaume mort en 1532, abbé d'Aumale, Nicolas, son frère, chanoine doyen de la cathédrale, Jean leur neveu, prieur du Mont-aux-Malades et de l'abbaye d'Auffay.
Mais c'est dans l'armée et plus spécialement dans la marine, qu'on trouve ceux de la famille Leroux qui ont laissé le plus de trace dans l'histoire. Le premier, Louis (1600-1672) seigneur d'Infreville et de Saint-Aubin-d'Écrosville, est intendant des ports sous Louis XIII et Louis XIV avec rang d'amiral. Le second, Louis (1642-1712) son fils, après une brillante carrière de combattant, fut nommé chef d’escadre par Louis XIV. Il meurt à Infreville et est inhumé, avec son père et d’autres membres de la famille dans le cœur de l’église de cette commune. On peut citer les deux frères de ce dernier : David (mort en 1713) qui est commissaire général de la marine à Toulon et Robert, seigneur de Rouville, qui fut tué au siège de Candie.
Sous ces différents seigneurs, le bourg devait connaître des fortunes diverses. Sa situation à une journée de marche de Rouen et juste à l’orée de la dangereuse forêt de La Londe, en faisait un lieu de marchés actifs (avec halle aux blés, halle aux viandes, halle aux poissons), un centre de commerce important et une étape privilégiée pour les voyageurs et… les soldats. Ceux-ci, à cette époque, étaient logés chez l’habitant et, généralement, ne s’embarrassaient de principes.
À l'époque des guerres de Religion, le bourg et le château de Bourgtheroulde furent plusieurs fois malmenés par des bandes protestantes. Le château ne devait, d’ailleurs, jamais être relevé et ce sont des ruines qui furent adjugées, avec les terres, à Louis Varillon et Simon Rabasse en fructidor An III.
Remontant dans le passé, deux faits sont à signaler, qui intéressent toute la région du Roumois. D'abord, les guerres de Religion : les habitants du Roumois étaient pour la majorité partisans de la Réforme, d’où les querelles vives qui ensanglantèrent le plateau. On trouve plusieurs cimetières huguenots, par exemple à Éturqueraye et à Routot ; des châteaux forts furent incendiés, durant les luttes : celui de Bourgtheroulde, celui de Bosguérard, celui d'Hautonne, celui d'Honguemare…
D'autre part, les Roumois sont nombreux qui partirent coloniser les Isles (Martinique et Guadeloupe) aux XVIIe et XVIIIe siècles ; certains s'installèrent là-bas (Békés) ; d'autres revinrent plus tard au pays. Beaucoup s'embarquèrent vers les autres îles de La Réunion et de Saint-Domingue.

### Epoque contemporaine
Le XIXe siècle fut marqué, essentiellement, par l'aménagement de la place de la mairie, la construction de l'école primaire, inaugurée en 1858, la construction de la mairie, décidée en 1858 et inaugurée le 13 mai 1866.
Une exécution capitale eut lieu sur la place publique le 4 février 1827 : les dénommés Heutaux et Daguet furent guillotinés pour avoir assassiné un clerc de notaire nommé Voisin.

#### Guerre de 1870-1871
En 1871, les 3 et 4 janvier, des combats très durs opposèrent les mobiles des Landes et de l'Ardèche aux troupes prussiennes. De nombreux morts furent à déplorer. Prussiens et Français sont inhumés dans le cimetière communal, à côté du caveau de la famille Gasse qui avait offert le terrain de ce cimetière en 1869.

#### XXe siècle
En 1965, la commune de Boscherville (73 habitants en 1962) est rattachée à Bourgtheroulde. En 1973, la commune de Infreville (385 habitants en 1968) est rattachée à Bourgtheroulde (881 habitants au même recensement) et la commune prend son nom actuel.

#### XXIe siècle
Le 1er janvier 2016, Bourgtheroulde-Infreville est incorporée à la commune nouvelle de Grand Bourgtheroulde. Elle conserve un statut de commune déléguée.

## Héraldique
| Armes de Bourgtheroulde-Infreville | Les armes de la commune de Bourgtheroulde-Infreville se blasonnent ainsi : d'azur au chevron d'argent accompagné de trois têtes de léopard d'or |

Ce sont les armes des « Le Roux », famille de noblesse de robe qui s'illustra au parlement de Normandie et dans la marine de Louis XIII et Louis XIV. C'est en 1499 que cette famille acquit le fief de Bourgtheroulde.

## Politique et administration

### Liste des maires
| Période                                  | Période                     | Identité                | Étiquette          | Qualité |
| ---------------------------------------- | --------------------------- | ----------------------- | ------------------ | --- |
| 21 février 1790                          | après 1791                  | Louis Pierre Pourpoint  |                    | Notaire royal puis notaire public                                                                                   |
| ca. 1792                                 | après 1795                  | Pierre Louis Peuffier   |                    | Chirurgien |
|                                          |                             | Benoît Fourcherant      |                    | Dit « agent » dans les délibérations du conseil municipal, tient les registres d'état et signe « maire provisoire » |
| ca. 1800                                 |                             | Nicolas Marin Michaux   |                    | |
| 1er février 1808                         | 1813                        | Jean Louis Neveu        |                    | |
| 20 décembre 1812                         | 1815                        | Anne Guillaume Bosquier |                    | Notaire Nommé maire par arrêté préfectoral                                                                          |
| 29 juin 1815                             | 14 juillet 1815             | Louis Charles Vallée    |                    | Nommé maire par décret impérial du 30 avril 1815                                                                    |
| 14 juillet 1815                          | 1835                        | Anne Guillaume Bosquier |                    | Notaire Conseiller d'arrondissement Nommé maire par arrêté préfectoral                                              |
| 12 juillet 1835                          | novembre 1843               | Louis Puchot            |                    | |
| 4 avril 1843                             | 27 avril 1848               | Pierre Vittecoq         |                    | Propriétaire |
| 21 avril 1848                            | 30 juillet 1848             | Alfred Bouquet          |                    | Marchand d'eau de vie et pharmacien Administrateur provisoire                                                       |
| 30 juillet 1848                          | 5 octobre 1870              | Pierre Vittecoq         |                    | Propriétaire |
| 1er octobre 1871                         |                             | Alfred Bouquet          |                    | Marchand d'eau de vie et pharmacien                                                                                 |
| 15 mai 1871                              | 13 avril 1882 (décès)       | Pierre Vittecoq         |                    | Propriétaire |
| 7 mai 1882                               | 8 décembre 1901 (décès)     | Léon Amédée Gruel       | Républicain rallié | Propriétaire Conseiller général de Bourgtheroulde (1898 → 1901) Conseiller d'arrondissement (1883 → 1898)           |
| 26 janvier 1902                          | 12 juillet 1906 (démission) | Léon Octave Gruel       | Républicain        | Propriétaire, fils du précédent Conseiller général de Bourgtheroulde (1902 → 1908)                                  |
| 1er décembre 1906                        | 4 avril 1928 (démission)    | Arsène Leroux           | Rad.               | Notaire Conseiller général de Bourgtheroulde (1908 → 1910) Conseiller d'arrondissement (1901 → 1912)                |
| 4 juin 1928                              | 1935                        | Georges Foucard         |                    | Pépiniériste |
| 27 juin 1935                             | 15 octobre 1969 (démission) | Jacques Raffin          |                    | Pépiniériste |
| 14 décembre 1969                         | 1er mai 1973                | Paul Got                |                    | Pharmacien |
| Les données manquantes sont à compléter. |                             |                         |                    | |

Le 20 janvier 1973, le préfet de l'Eure propose la fusion des communes de Bourgtheroulde et Infreville, avec effet au 1er mai de la même année. Les deux conseils municipaux adoptent le projet et la fusion est mise en œuvre.
| Période      | Période                   | Identité      | Étiquette | Qualité |
| ------------ | ------------------------- | ------------- | --------- | --- |
| 1er mai 1973 | 16 avril 2002 (démission) | Paul Got      |           | Pharmacien |
| 21 juin 2002 | 31 décembre 2015          | Bruno Questel | PS        | Avocat Conseiller général de Bourgtheroulde-Infreville (2004 → 2015) Suppléant du député François Loncle (2012 → 2017) |

Le 23 juin 2008, le Tribunal administratif de Rouen a annulé les élections municipales de mars 2008 à Bourgtheroulde. En effet, en tant que commune de moins de 3 500 habitants, les habitants ont la possibilité de panacher les noms de différentes listes : or, le bulletin de l’équipe de M. Bruno Questel (maire sortant) portait la mention « Votez la liste complète ». M. Questel avait donc emporté la totalité des 23 sièges. Le 25 juin, Bruno Questel a annoncé sa démission ainsi que celle de son conseil municipal : une nouvelle élection municipale a eu lieu le 6 juillet 2008.

## Démographie
| 1793 | 1800 | 1806 | 1821 | 1831 | 1836 | 1841 | 1846 | 1851 |
| ---- | ---- | ---- | ---- | ---- | ---- | ---- | ---- | ---- |
| 593  | 765  | 728  | 735  | 740  | 749  | 773  | 784  | 716  |

| 1856 | 1861 | 1866 | 1872 | 1876 | 1881 | 1886 | 1891 | 1896 |
| ---- | ---- | ---- | ---- | ---- | ---- | ---- | ---- | ---- |
| 731  | 751  | 733  | 745  | 720  | 691  | 754  | 767  | 715  |

| 1901 | 1906 | 1911 | 1921 | 1926 | 1931 | 1936 | 1946 | 1954 |
| ---- | ---- | ---- | ---- | ---- | ---- | ---- | ---- | ---- |
| 742  | 636  | 613  | 593  | 579  | 536  | 551  | 567  | 522  |

| 1962 | 1968 | 1975  | 1982  | 1990  | 1999  | 2005  | 2010  | 2013  |
| ---- | ---- | ----- | ----- | ----- | ----- | ----- | ----- | ----- |
| 708  | 881  | 1 317 | 2 559 | 2 742 | 2 812 | 2 911 | 2 852 | 2 959 |

## Économie

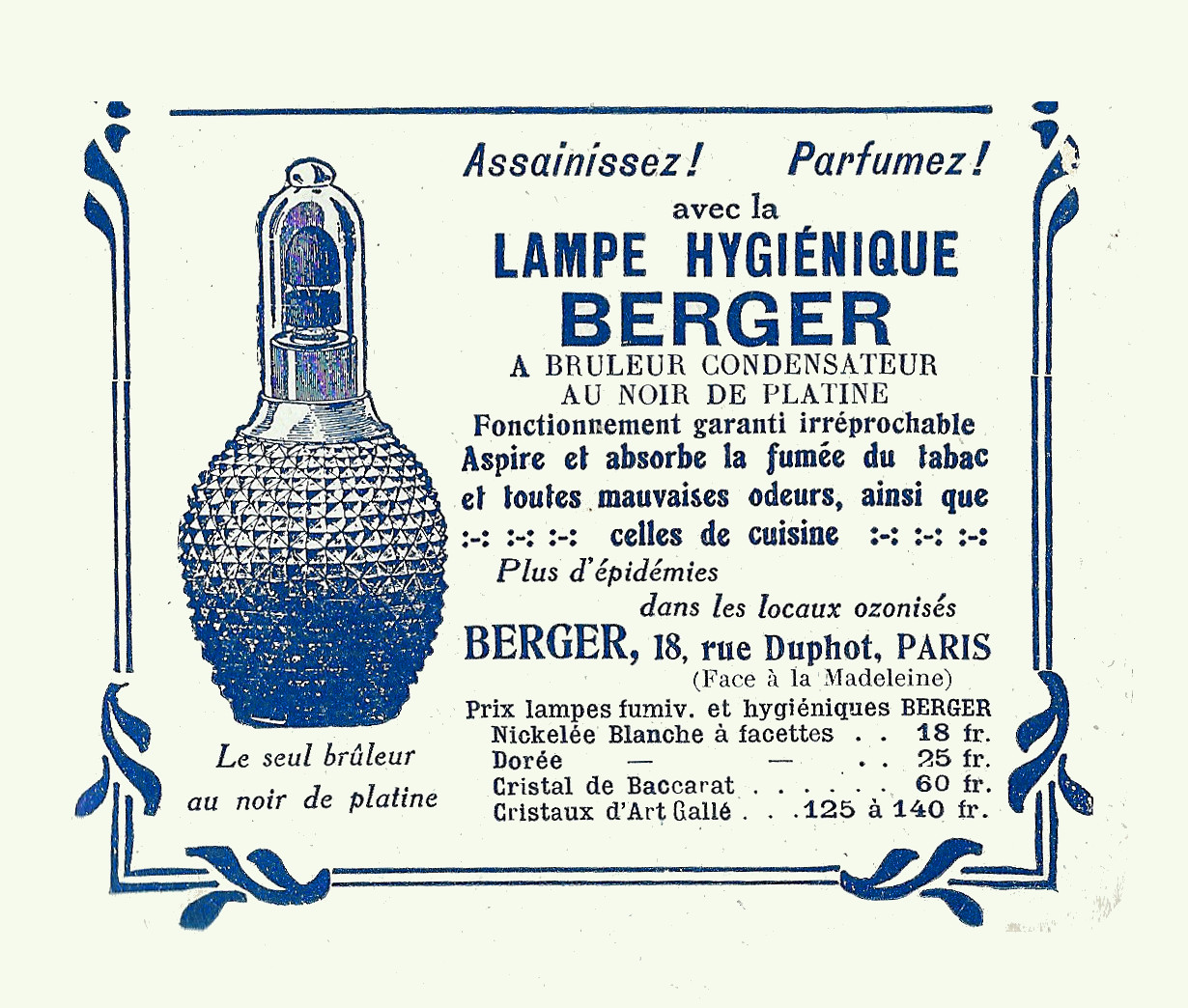
Réclame pour la Lampe Berger, en 1925.

### Entreprises et commerces
- Lampe Berger : créée en 1898 par Maurice Berger[18], cette PME de 150 salariés est spécialiste de la lampe à catalyse capable de diffuser des essences et des parfums à l'intérieur des habitations. Ce procédé, breveté par Maurice Berger lui-même sous l'appellation de diffuseur fumivore hygiénique, constitue un savoir-faire unique qui a valu à la société d'être labellisée Entreprise du patrimoine vivant[19].

## Culture locale et patrimoine

### Lieux et monuments
Bourgtheroulde-Infreville comporte plusieurs monuments : 

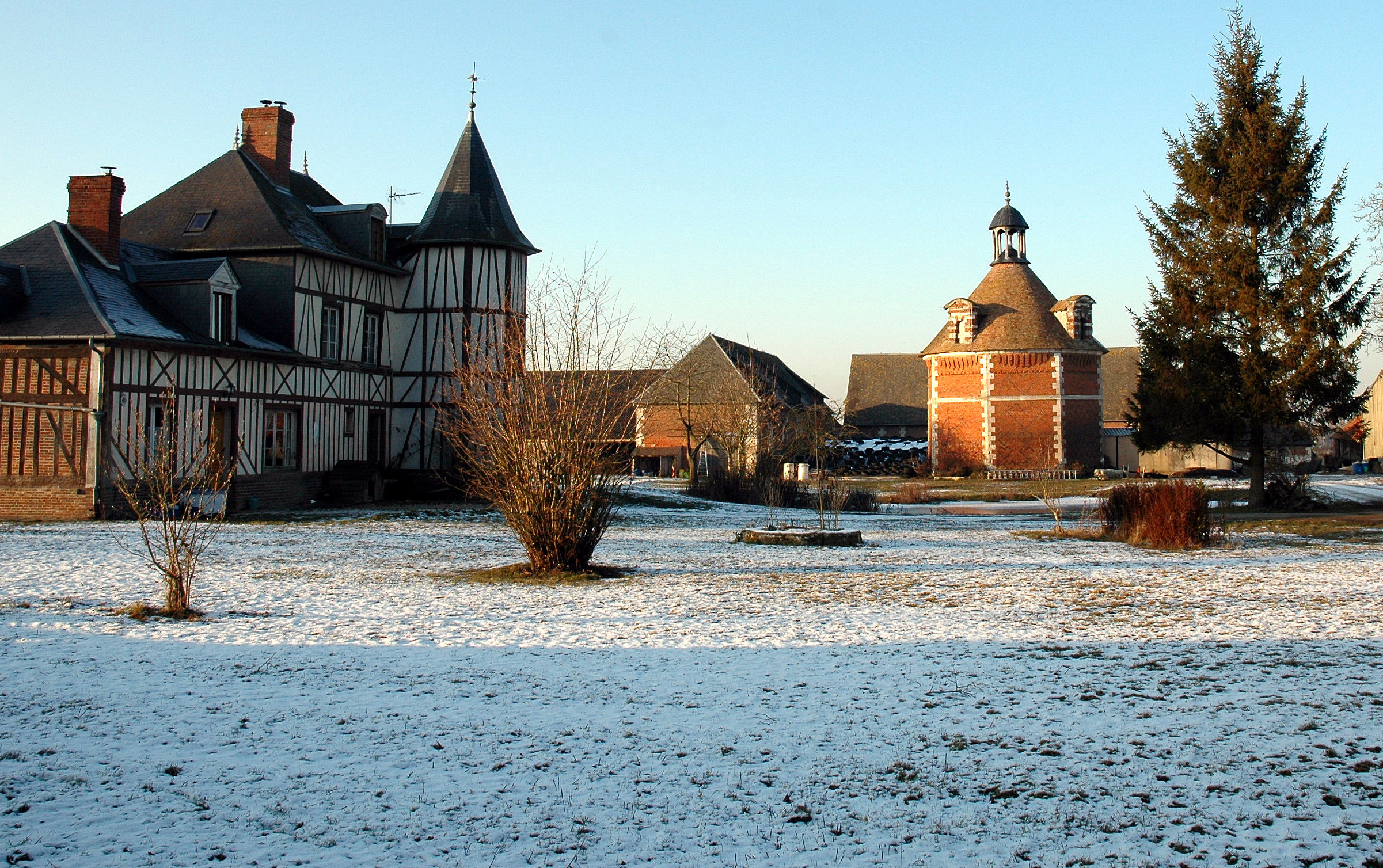
La ferme du logis avec son colombier.

- L'église Saint-Laurent de Bourgtheroulde : nef XIVe, tour XVe, chœur XVIe ; statue de saint Laurent XVIe, vitraux Renaissance.voir
- L'église Saint-Sauveur de Boscherville et cimetière  restes romans du chevet, façade XVIe, le reste XVIIe ; statues XVe.
- L'église Saint-Ouen d'Infreville [20],  Inscrit MH (1961) : chœur et clocher XVIe, nef XIXe ; retable du maître-autel XVIIIe, statues XVIe, pierre tombale XVIIe.
- Le colombier et Ferme du Logis[21],[22],  Inscrit MH (1965). Cet édifice octogonal, surmonté d'un toit en poivrière, est en brique avec emploi de la pierre pour les angles et l'encadrement de la porte et des lucarnes. Trois autres éléments caractéristiques sont à observer concernant l'extérieur : 
  - un lanternon très strictement décoratif (sans aucune ouverture vers l'intérieur du colombier pour le passage de la lumière ou des pigeons) coiffe le sommet du toit conique ;
  - un renflement progressif de maçonnerie en haut de chaque pan du bâtiment pour réaliser le passage de la section octogonale à la section circulaire de la charpente du toit ;
  - un décor des faces par des motifs géométriques de briques plus sombres, rappelant de toute évidence ceux ornant des édifices de brique de même époque, en Normandie mais aussi ailleurs, comme les églises fortifiées de Thiérache : losanges, quadrillages, cœurs, etc.
- Le manoir du Logis. Cette bâtisse de 1902, qui fut le siège de la Kommandantur pendant l'occupation allemande, fut acquise par le SIVOM en 1985[23].

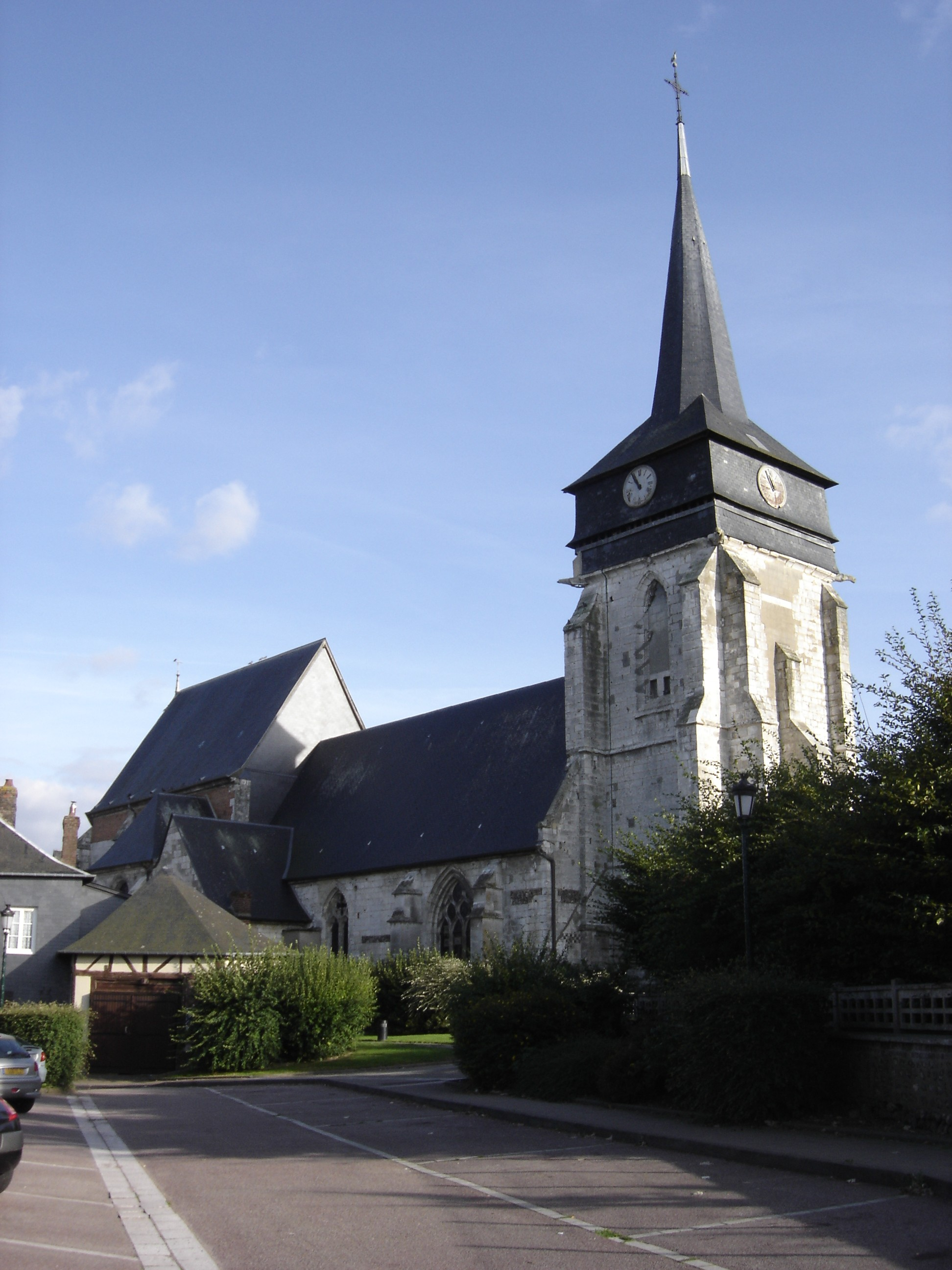
Église Saint-Laurent de Bourgtheroulde.
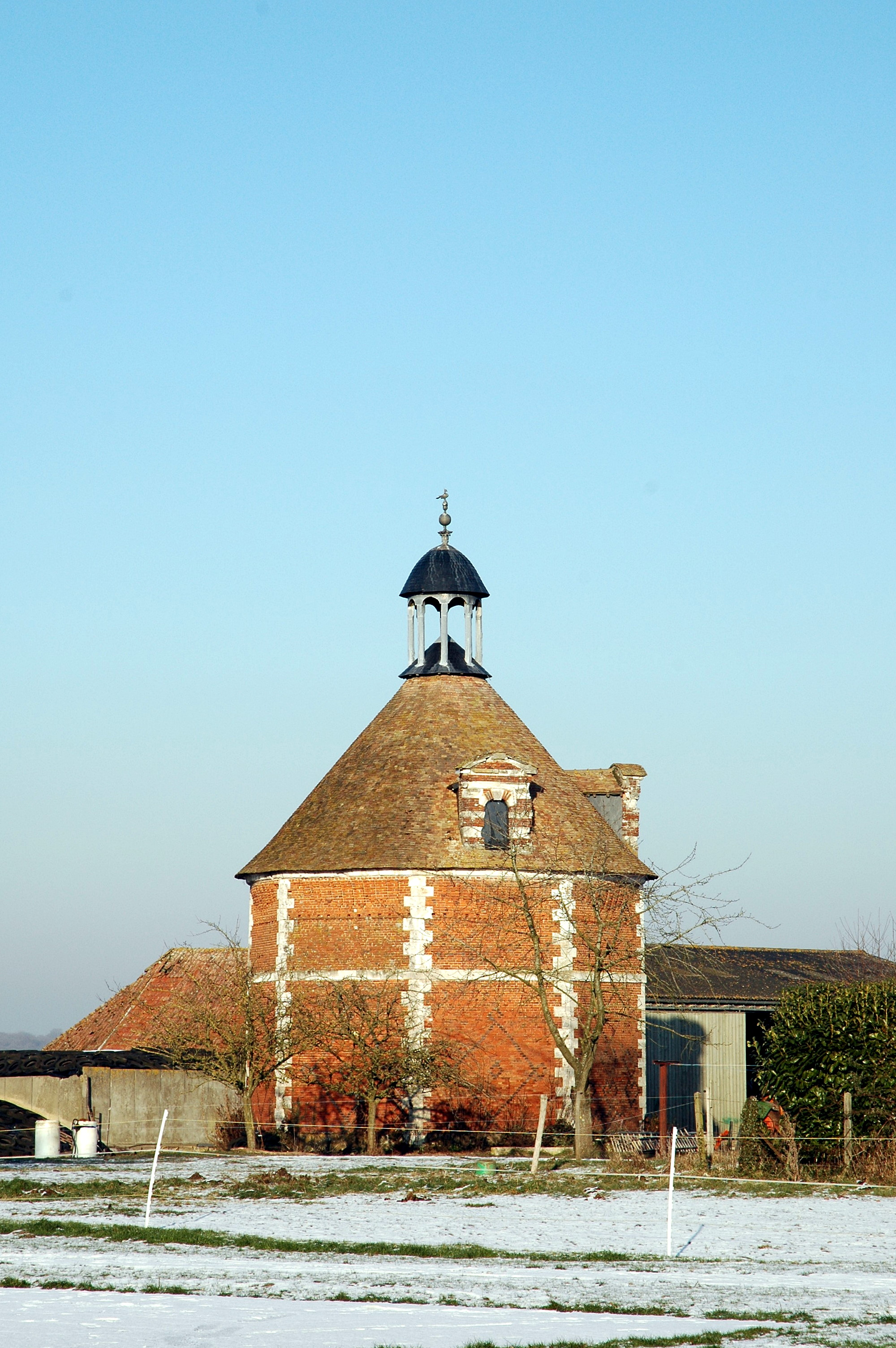
Colombier de la ferme du Logis.
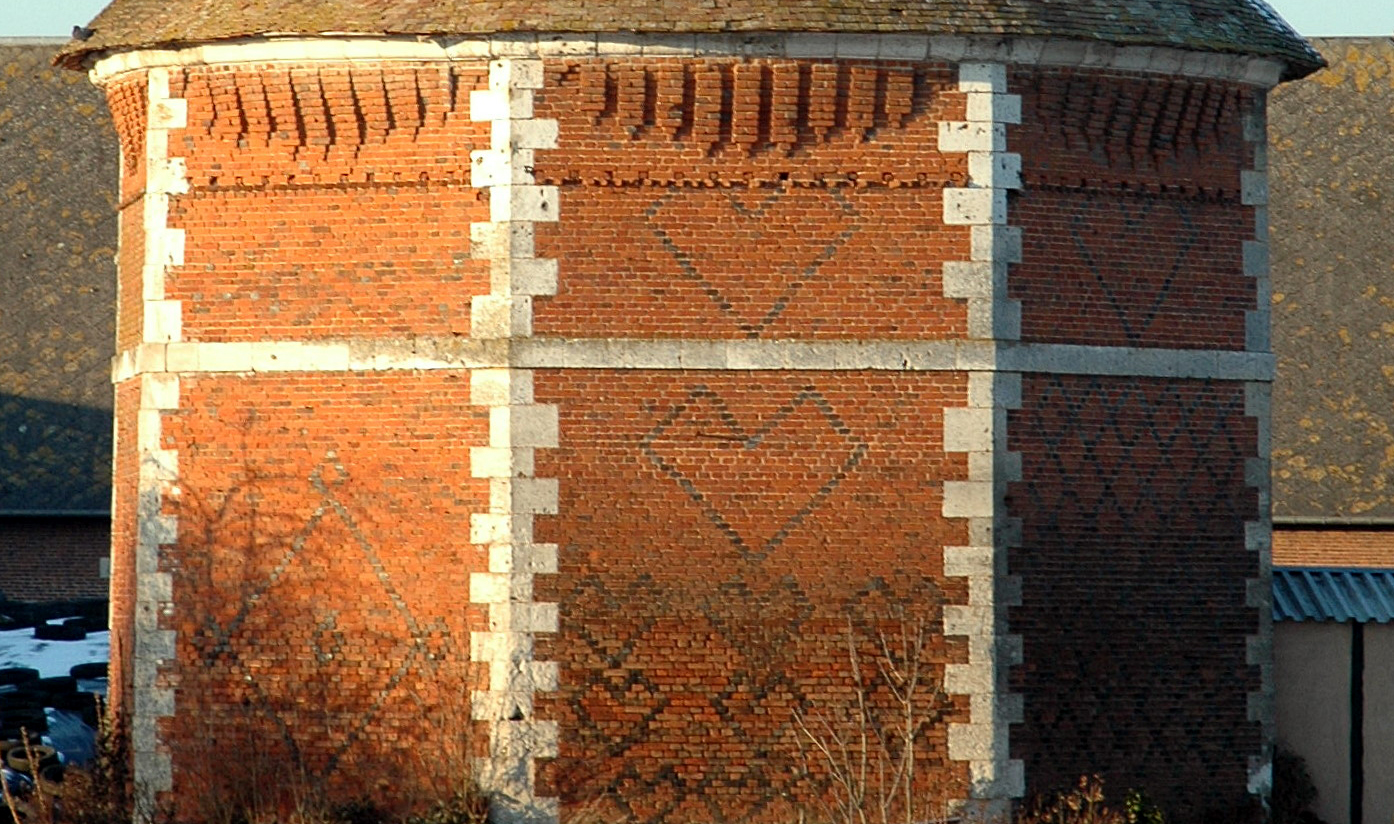
Motifs décoratifs en briques vitrifiées sur les faces du colombier.
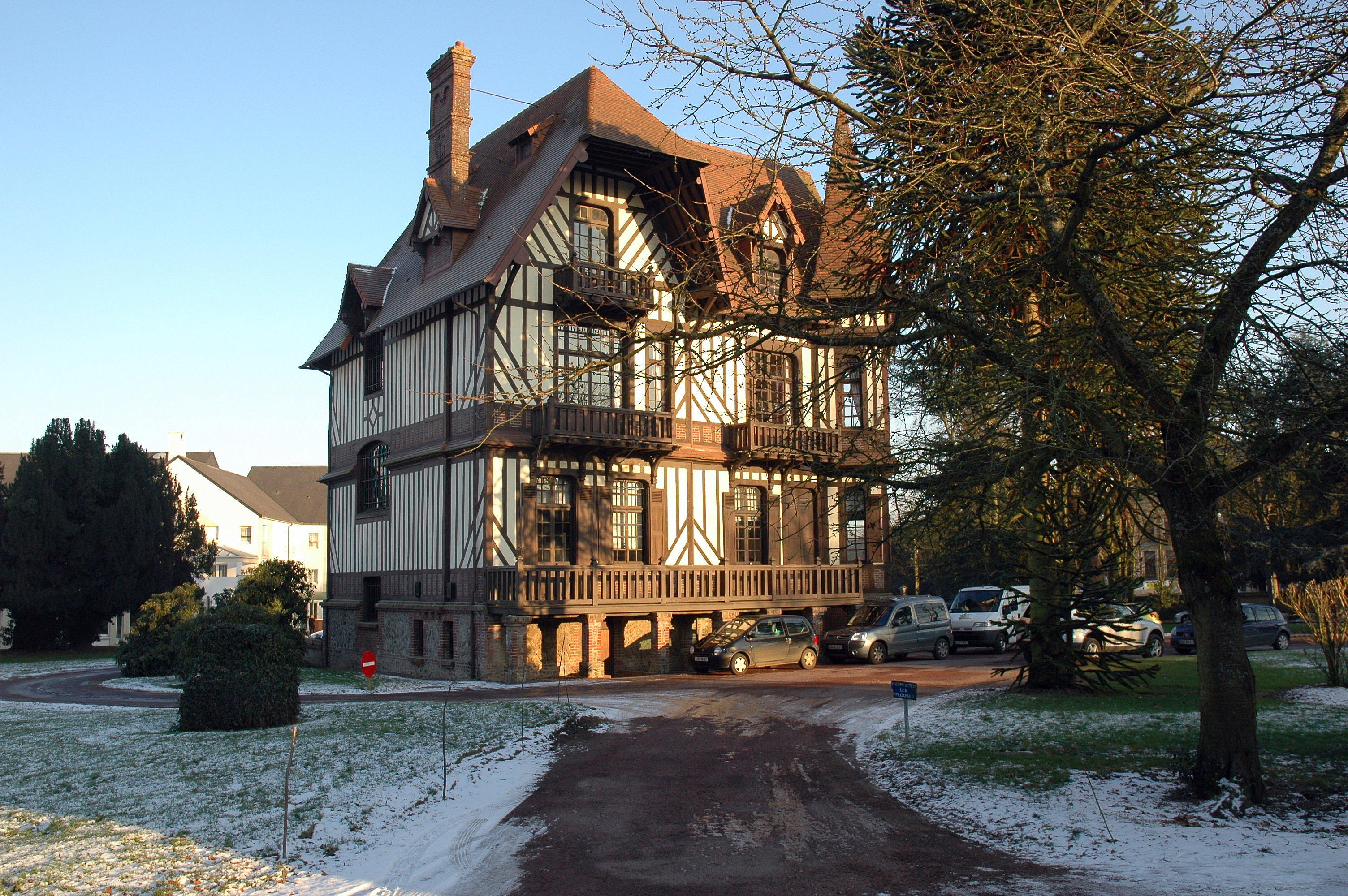
Manoir du Logis.

### Patrimoine naturel

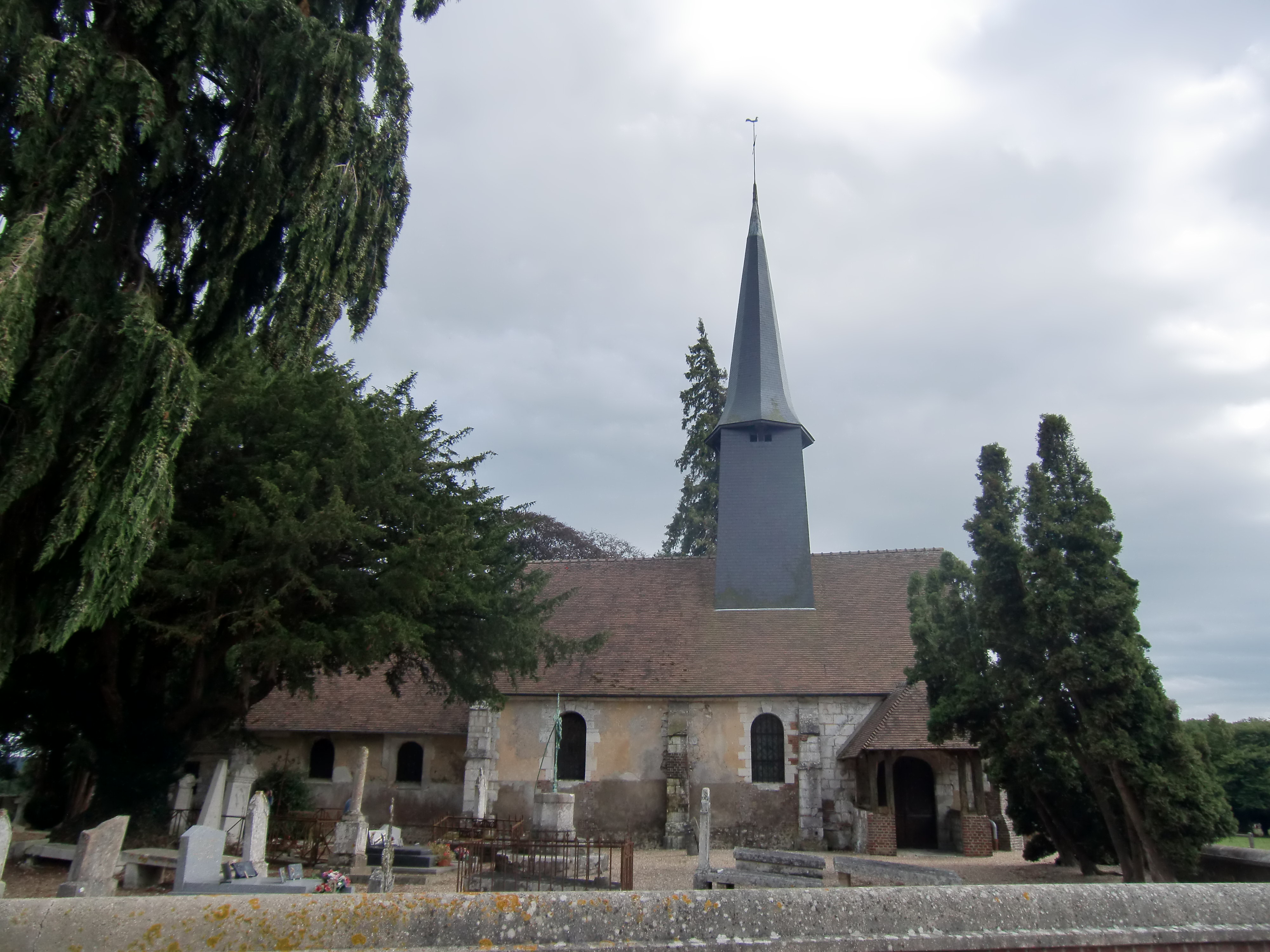
L'église Saint-Sauveur de Boscherville.

#### Site classé
- L'église Saint-Sauveur de Boscherville, le vieux cimetière et le muret  Site classé (1924)[24].

#### Site inscrit
- Les tilleuls sur la place de la mairie  Site inscrit (1933)[25].

### Personnalités liées à la commune
- Louis Le Roux d'Infreville (1642-1712), aristocrate et officier de marine français, retraité sur ses terres et inhumé dans le chœur de l'église Saint-Ouen d'Infreville.